# Xhubleta

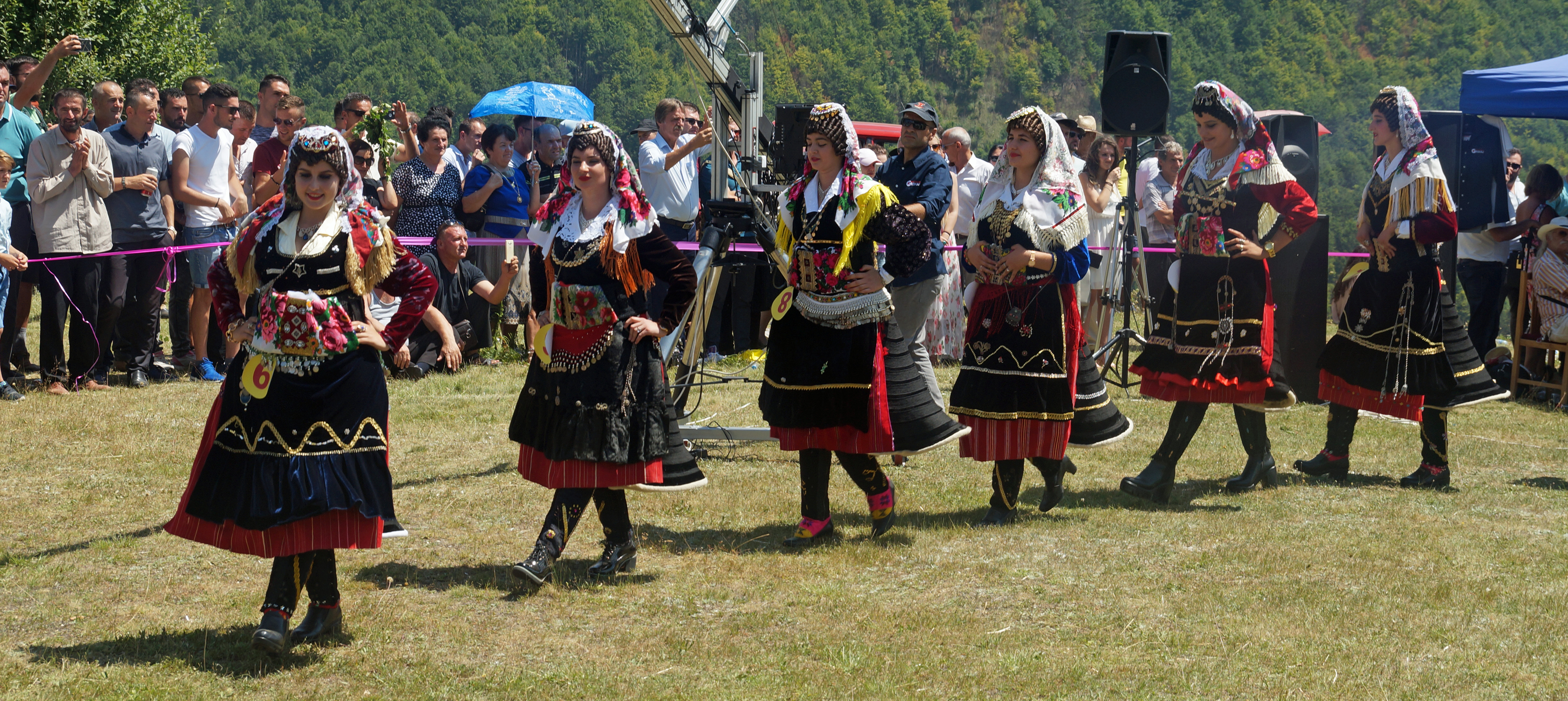
la xhubleta è indossata in occasione di feste tradizionali

La xhubleta è una gonna che fa parte dell'abbigliamento tradizionale femminile albanese delle aree montuose dell'Albania settentrionale. Era diffusa anche tra la popolazione albanese del Kosovo (nell'area di Peć e della Rugova) e del Montenegro occidentale.
La gonna, sorretta da larghe bretelle di tessuto, ha una caratteristica forma a campana ed è composta da strisce di feltro orizzontali che si alternano a strisce di maglia. 
Le strisce di maglia sono ottenute lavorando un sottile filo di lana a maglia stretta con una tecnica e degli attrezzi di legno simili ai ferri da maglia. Le strisce così ottenute, chiamate spiku hanno un'altezza tra i 3,5 e i 4,5 cm mentre le strisce di feltro sono alte da 1 a 3 cm. Le strisce di feltro e quelle di spiku sono unite con del filo di lana. Ciò che conferisce alla gonna la caratteristica struttura a campana sono le strisce di spiku.
In tempi recenti il colore predominante è il nero con dei ricami coloratial quale si alterna qualche striscia di colore bianco e talvolta rossa o viola ma in passato la gonna era caratterizzata da colori vivaci come attestano descrizioni del XVIII secolo.
Secondo Andromaqi Gjergji, un'etnologa albanese specializzata in costumi tradizionali, l'origine della xhubleta è riconducibile agli Illiri, vista la similitudine con la statuetta chiamata "idolo di Kličevac" risalente all'età del bronzo. Secondo lo scrittore e albanista Kaplan Burović le origini della xhubleta sarebbero invece celtiche.
La tecnica di manifattura della xhubleta veniva trasmessa in famiglia, rimangono solo poche persone che conoscono l'intero processo di produzione. Per questo motivo le tecniche di realizzazione e l'uso della xhubleta sono state incluse nel 2022 nella lista del patrimonio culturale immateriale che necessita di urgente tutela dell'UNESCO.